# Julie Anthony
Julie Moncrief Anthony (nacida Lush; Lameroo, Australia, 24 de agosto de 1949) es una soprano australiana. Ha ganado una mayor fama internacional al haber sido elegida para cantar el Himno Nacional de Australia en la ceremonia de apertura de los Juegos Olímpicos de Sídney 2000 junto con la banda Human Nature.
Anthony es una de las artistas australianas más premiadas. Fue nombrada Oficial de la Orden del Imperio británico (OBE) en 1980 y miembro de la Orden de Australia (AM) en 1989, y ha sido votada por sus compañeros como «Artista del Año» tres veces y «Mejor vocalista femenina» 11 veces. Ella también apareció en comerciales para el Banco St. George desde 1974 hasta 1999.